# Matheus Cunha
Matheus Santos Carneiro da Cunha, noto semplicemente come Matheus Cunha (João Pessoa, 27 maggio 1999), è un calciatore brasiliano, attaccante del Manchester Utd e della nazionale brasiliana.

## Caratteristiche tecniche
Predilige il ruolo di punta centrale dove gioca maggiormente, ha trovato spazio anche sugli esterni e come trequartista. Ricopre il ruolo con le caratteristiche di una seconda punta, si muove molto cercando spazi per ripartire con la sua velocità e tecnica, abile nel dribbling. Calcia con entrambi i piedi, ma si avvale prevalentemente del destro, il suo piede forte. Sa usare anche il colpo di testa, ha una buona potenza di tiro, è un bravo assist-man oltre a essere affidabile nei calci di rigore.

## Carriera

### Club

#### Gli inizi, Sion e RB Lipsia
Cresciuto nel Coritiba, il 30 giugno 2017 viene acquistato dal Sion, con cui firma un quadriennale. Ha esordito con il club svizzero il 27 luglio, nella partita di andata del terzo turno preliminare di Europa League, persa per 3-0 contro il Sūduva. Impostosi ben presto come titolare, chiude la prima stagione da professionista con 10 reti segnate, la prima nel pareggio per 1-1 contro il Basilea, realizza il gol del 1-0 sconfiggendo il Lucerna, sigla una rete battendo per 2-0 il Grasshoppers, infine segna una tripletta al Thun, rivelandosi la sorpresa del campionato.
Il 24 giugno 2018 passa al RB Lipsia, legandosi al club tedesco fino al 2023.Durante l'Europa League segna un gol battendo per 3-1 il Rosenborg, e realizza una rete sconfiggendo per 2-0 il Celtic. Durante la Bundesliga segna il gol del 3-0 vincendo contro l'Hertha Berlino, realizza anche il gol del 4-2 battendo il Bayer Leverkusen. Nella Coppa di Germania con la sua rete Cunha permette alla squadra di battere per 1-0 il Wolfsburg.

#### Hertha Berlino e Atlético Madrid
Il 31 gennaio 2020 passa all'Hertha Berlino.Segna il suo primo gol nel pareggio per 3-3 contro il Fortuna Düsseldorf. Segna sette gol nell'edizione 2020-2021, realizza una rete contro il Bayer Leverkusen e l'Augusta, sigla un gol battendo per 4-1 il Werder Brema, segna una rete anche contro il Wolfsburg nel pareggio per 1-1.
Il 25 agosto 2021 viene acquistato dall'Atlético Madrid. Esordisce con i colchoneros il 29 agosto entrando al posto di Thomas Lemar nel corso della partita di campionato contro il Villarreal, terminata sul 2-2.Nell'edizione 2021-2022 del campionato spagnolo segna il gol del 4-1 battendo il Cádiz, realizza una rete nella vittoria in rimonta per 3-2 contro il Valencia, un altro gol lo segna in una partita molto combattuta vincendo per 4-3 ai danni del Getafe, riesce a segnare una rete anche contro l'Elche prevalendo per 2-0.

#### Wolverhampton
Il 25 dicembre 2022 viene annunciato il prestito al Wolverhampton con obbligo condizionato, unendosi alla squadra inglese dal 1º gennaio successivo. Debutta con gli inglesi il 4 gennaio, subentrando nella sfida esterna di Premier League contro l'Aston Villa (1-1). Segna la sua prima rete il 18 marzo successivo, nella sconfitta casalinga per 4-2 contro il Leeds United. Il 4 febbraio 2024 è decisivo, nella trasferta allo Stamford Bridge contro il Chelsea, realizzando una tripletta e trascinando i suoi alla vittoria per 4-2. Nella FA Cup con un rigore segna il gol del 3-2 sconfiggendo il Brentford oltre a realizzare la rete del 2-0 battendo il West Bromwich.
Nella stagione 2024-2025 di Premier League segna 15 gol e serve 6 assist in 33 presenze di campionato.
Chiude la sua esperienza con i Wolves dopo 2 anni e mezzo dove ha messo a segno 33 gol e 15 assist in 92 partite complessive.

#### Manchester United
Il 1° giugno 2025 viene ufficializzato il suo acquisto da parte del Manchester United per 75 milioni di euro, ovvero il valore della clausola rescissoria, con il trasferimento che verrà formalizzato all'apertura del mercato il 1° luglio successivo.

### Nazionale
Con la nazionale Under-23 partecipa all'edizione 2019 del Torneo di Tolone, realizza un gol contro la Francia vincendo per 4-0 e poi contro l'Irlanda prevalendo per 2-0, realizza una doppietta sconfiggendo per 5-0 il Qatar.
Durante le qualificazioni per le Olimpiadi Cunha segna una rete battendo la Bolivia per 5-3, sigla un gol anche contro l'Uruguay vincendo per 3-1, oltre a una doppietta nel successo per 3-0 contro l'Argentina. Nell'estate 2021 ha partecipato alla trionfale spedizione della nazionale olimpica brasiliana al torneo di calcio ai Giochi della XXXII Olimpiade: segna una rete sconfiggendo l'Arabia Saudita per 3-1, il suo gol decide la vittoria su 1-0 contro l'Egitto, infine vince l'oro segnando la prima rete nella finale contro Spagna che si è conclusa per 2-1 in favore del Brasile.
Il 2 settembre 2021 esordisce in nazionale maggiore nel successo per 0-1 contro il Cile.
Il 25 marzo 2025 realizza la sua prima rete per la massima selezione brasiliana nella sconfitta per 4-1 contro l'Argentina.

## Statistiche

### Presenze e reti nei club
Statistiche aggiornate al 20 maggio 2025.
| Stagione               | Squadra                | Campionato             | Campionato | Campionato | Coppe nazionali | Coppe nazionali | Coppe nazionali | Coppe continentali | Coppe continentali | Coppe continentali | Altre coppe | Altre coppe | Altre coppe | Totale | Totale | Totale |
| Stagione               | Squadra                | Comp                   | Pres       | Reti       | Comp            | Pres            | Reti            | Comp               | Pres               | Reti               | Comp        | Pres        | Reti        | Pres   | Reti   |        |
| ---------------------- | ---------------------- | ---------------------- | ---------- | ---------- | --------------- | --------------- | --------------- | ------------------ | ------------------ | ------------------ | ----------- | ----------- | ----------- | ------ | ------ | ------ |
| 2017-2018              | Sion                   | SL                     | 29         | 10         | CS              | 1               | 0               | UEL                | 2                  | 0                  | -           | -           | -           | 32     | 10     |        |
| 2018-2019              | RB Lipsia              | BL                     | 25         | 2          | CG              | 2               | 1               | UEL                | 6+6                | 3+3                | -           | -           | -           | 39     | 9      |        |
| 2019-gen. 2020         | RB Lipsia              | BL                     | 10         | 0          | CG              | 1               | 0               | UCL                | 2                  | 0                  | -           | -           | -           | 13     | 0      |        |
| Totale RB Lipsia       | Totale RB Lipsia       | Totale RB Lipsia       | 35         | 2          |                 | 3               | 1               |                    | 14                 | 6                  |             | -           | -           | 52     | 9      |        |
| gen.-giu. 2020         | Hertha Berlino         | BL                     | 11         | 5          | CG              | 0               | 0               | -                  | -                  | -                  | -           | -           | -           | 11     | 5      |        |
| 2020-2021              | Hertha Berlino         | BL                     | 27         | 7          | CG              | 1               | 1               | -                  | -                  | -                  | -           | -           | -           | 28     | 8      |        |
| ago. 2021              | Hertha Berlino         | BL                     | 1          | 0          | CG              | 0               | 0               | -                  | -                  | -                  | -           | -           | -           | 1      | 0      |        |
| Totale Hertha Berlino  | Totale Hertha Berlino  | Totale Hertha Berlino  | 39         | 12         |                 | 1               | 1               |                    | -                  | -                  |             | -           | -           | 40     | 13     |        |
| 2021-2022              | Atlético Madrid        | PD                     | 29         | 6          | CR              | 2               | 1               | UCL                | 5                  | 0                  | SS          | 1           | 0           | 37     | 7      |        |
| 2022-gen. 2023         | Atlético Madrid        | PD                     | 11         | 0          | CR              | 1               | 0               | UCL                | 5                  | 0                  | -           | -           | -           | 17     | 0      |        |
| Totale Atlético Madrid | Totale Atlético Madrid | Totale Atlético Madrid | 40         | 6          |                 | 3               | 1               |                    | 10                 | 0                  |             | 1           | 0           | 54     | 7      |        |
| gen.-giu. 2023         | Wolverhampton          | PL                     | 17         | 2          | FACup+CdL       | 2+1             | 0+0             | -                  | -                  | -                  | -           | -           | -           | 20     | 2      |        |
| 2023-2024              | Wolverhampton          | PL                     | 32         | 12         | FACup+CdL       | 3+1             | 2+0             | -                  | -                  | -                  | -           | -           | -           | 36     | 14     |        |
| 2024-2025              | Wolverhampton          | PL                     | 33         | 15         | FACup+CdL       | 2+1             | 2+0             | -                  | -                  | -                  | -           | -           | -           | 36     | 17     |        |
| Totale Wolverhampton   | Totale Wolverhampton   | Totale Wolverhampton   | 82         | 29         |                 | 10              | 4               |                    | -                  | -                  |             | -           | -           | 92     | 33     |        |
| Totale carriera        | Totale carriera        | Totale carriera        | 225        | 59         |                 | 16              | 7               |                    | 26                 | 6                  |             | 1           | 0           | 268    | 72     |        |

### Cronologia presenze e reti in nazionale
| Cronologia completa delle presenze e delle reti in nazionale ― Brasile | Cronologia completa delle presenze e delle reti in nazionale ― Brasile | Cronologia completa delle presenze e delle reti in nazionale ― Brasile | Cronologia completa delle presenze e delle reti in nazionale ― Brasile | Cronologia completa delle presenze e delle reti in nazionale ― Brasile | Cronologia completa delle presenze e delle reti in nazionale ― Brasile | Cronologia completa delle presenze e delle reti in nazionale ― Brasile | Cronologia completa delle presenze e delle reti in nazionale ― Brasile |
| Data                                                                   | Città                                                                  | In casa                                                                | Risultato                                                              | Ospiti                                                                 | Competizione                                                           | Reti                                                                   | Note                                                                   |
| ---------------------------------------------------------------------- | ---------------------------------------------------------------------- | ---------------------------------------------------------------------- | ---------------------------------------------------------------------- | ---------------------------------------------------------------------- | ---------------------------------------------------------------------- | ---------------------------------------------------------------------- | ---------------------------------------------------------------------- |
| 2-9-2021                                                               | Santiago del Cile                                                      | Cile                                                                   | 0 – 1                                                                  | Brasile                                                                | Qual. Mondiali 2022                                                    | -                                                                      | 78’                                                                    |
| 9-9-2021                                                               | Recife                                                                 | Brasile                                                                | 2 – 0                                                                  | Perù                                                                   | Qual. Mondiali 2022                                                    | -                                                                      | 63’                                                                    |
| 11-11-2021                                                             | San Paolo                                                              | Brasile                                                                | 1 – 0                                                                  | Colombia                                                               | Qual. Mondiali 2022                                                    | -                                                                      | 64’                                                                    |
| 16-11-2021                                                             | San Juan                                                               | Argentina                                                              | 0 – 0                                                                  | Brasile                                                                | Qual. Mondiali 2022                                                    | -                                                                      | 46’                                                                    |
| 27-1-2022                                                              | Quito                                                                  | Ecuador                                                                | 1 – 1                                                                  | Brasile                                                                | Qual. Mondiali 2022                                                    | -                                                                      | 78’                                                                    |
| 1-2-2022                                                               | Belo Horizonte                                                         | Brasile                                                                | 4 – 0                                                                  | Paraguay                                                               | Qual. Mondiali 2022                                                    | -                                                                      | 61’                                                                    |
| 2-6-2022                                                               | Seul                                                                   | Corea del Sud                                                          | 1 – 5                                                                  | Brasile                                                                | Amichevole                                                             | -                                                                      | 81’                                                                    |
| 23-9-2022                                                              | Le Havre                                                               | Brasile                                                                | 3 – 0                                                                  | Ghana                                                                  | Amichevole                                                             | -                                                                      | 63’ 90+3’                                                              |
| 8-9-2023                                                               | Belém                                                                  | Brasile                                                                | 5 – 1                                                                  | Bolivia                                                                | Qual. Mondiali 2026                                                    | -                                                                      | 71’                                                                    |
| 12-10-2023                                                             | Cuiabá                                                                 | Brasile                                                                | 1 – 1                                                                  | Venezuela                                                              | Qual. Mondiali 2026                                                    | -                                                                      | 79’                                                                    |
| 17-10-2023                                                             | Montevideo                                                             | Uruguay                                                                | 2 – 0                                                                  | Brasile                                                                | Qual. Mondiali 2026                                                    | -                                                                      | 84’ 89’                                                                |
| 20-3-2025                                                              | Brasilia                                                               | Brasile                                                                | 2 – 1                                                                  | Colombia                                                               | Qual. Mondiali 2026                                                    | -                                                                      | 60’                                                                    |
| 25-3-2025                                                              | Buenos Aires                                                           | Argentina                                                              | 4 – 1                                                                  | Brasile                                                                | Qual. Mondiali 2026                                                    | 1                                                                      | 69’                                                                    |
| 5-6-2025                                                               | Guayaquil                                                              | Ecuador                                                                | 0 – 0                                                                  | Brasile                                                                | Qual. Mondiali 2026                                                    | -                                                                      | 64’                                                                    |
| 10-6-2025                                                              | San Paolo                                                              | Brasile                                                                | 1 – 0                                                                  | Paraguay                                                               | Qual. Mondiali 2026                                                    | -                                                                      | 79’                                                                    |
| Totale                                                                 |                                                                        | Presenze                                                               | 15                                                                     |                                                                        | Reti                                                                   | 1                                                                      |                                                                        |

| Cronologia completa delle presenze e delle reti in nazionale ― Brasile olimpica | Cronologia completa delle presenze e delle reti in nazionale ― Brasile olimpica | Cronologia completa delle presenze e delle reti in nazionale ― Brasile olimpica | Cronologia completa delle presenze e delle reti in nazionale ― Brasile olimpica | Cronologia completa delle presenze e delle reti in nazionale ― Brasile olimpica | Cronologia completa delle presenze e delle reti in nazionale ― Brasile olimpica | Cronologia completa delle presenze e delle reti in nazionale ― Brasile olimpica | Cronologia completa delle presenze e delle reti in nazionale ― Brasile olimpica |
| Data                                                                            | Città                                                                           | In casa                                                                         | Risultato                                                                       | Ospiti                                                                          | Competizione                                                                    | Reti                                                                            | Note                                                                            |
| ------------------------------------------------------------------------------- | ------------------------------------------------------------------------------- | ------------------------------------------------------------------------------- | ------------------------------------------------------------------------------- | ------------------------------------------------------------------------------- | ------------------------------------------------------------------------------- | ------------------------------------------------------------------------------- | ------------------------------------------------------------------------------- |
| 22-7-2021                                                                       | Yokohama                                                                        | Brasile olimpica                                                                | 4 – 2                                                                           | Germania olimpica                                                               | Olimpiadi 2020 - 1°turno                                                        | -                                                                               |                                                                                 |
| 25-7-2021                                                                       | Yokohama                                                                        | Brasile olimpica                                                                | 0 – 0                                                                           | Costa d'Avorio olimpica                                                         | Olimpiadi 2020 - 1°turno                                                        | -                                                                               | 74’                                                                             |
| 28-7-2021                                                                       | Saitama                                                                         | Arabia Saudita olimpica                                                         | 1 – 3                                                                           | Brasile olimpica                                                                | Olimpiadi 2020 - 1°turno                                                        | 1                                                                               | 84’                                                                             |
| 31-7-2021                                                                       | Saitama                                                                         | Brasile olimpica                                                                | 1 – 0                                                                           | Egitto olimpica                                                                 | Olimpiadi 2020 - Quarti di finale                                               | 1                                                                               | 54’                                                                             |
| 7-8-2021                                                                        | Saitama                                                                         | Brasile olimpica                                                                | 2 – 1 dts                                                                       | Spagna olimpica                                                                 | Olimpiadi 2020 - Finale                                                         | 1                                                                               | 65’ 90’                                                                         |
| Totale                                                                          |                                                                                 | Presenze                                                                        | 5                                                                               |                                                                                 | Reti                                                                            | 3                                                                               |                                                                                 |

## Palmarès

### Nazionale
- Torneo di Tolone: 1

2019
- Oro olimpico: 1

Tokyo 2020